# Bø (Sortland)
Pour les articles homonymes, voir Bø.
Bø est une localité du comté de Nordland, en Norvège.

## Géographie
Administrativement, Bø fait partie de la kommune de Sortland.